# London Underground 2009 Tube Stock
Der London Underground 2009 Tube Stock ist eine Baureihe elektrischer Triebwagen für die Tube-Strecken (Kleinprofil) der London Underground, die auf der Victoria Line eingesetzt wird. Entsprechend der bei London Underground üblichen Konvention leitet sich die Bezeichnung aus dem Jahr der geplanten Indienststellung (2009) ab. 

## Geschichte
Zunächst war eine Indienststellung für 2005 geplant, entsprechend wurde die Baureihe ursprünglich als 2005 Tube Stock geplant. 47 Züge vom Typ 2009 Tube Stock wurden durch Metronet im Zuge der Modernisierungsarbeiten an der Londoner Victoria Line bei Bombardier bestellt und ersetzten komplett die vormalige Flotte vom Typ 1967 Tube Stock. Die Serienzüge werden seit 2010 in Betrieb gesetzt und wurden bis Ende Juli 2011 vollständig eingegliedert. Zunächst waren zwei Prototypen für Testfahrten und zur Einweisung des Personals in London, der erste Einsatz mit Passagieren fand am 21. Juli 2009 statt.

## Zugbildung und Details
Die Züge sind Mitglied der Bombardier-Movia-Familie. Wie die Vorgängerbaureihe, bestehen die Züge wieder aus acht Wagen. Die Wagenkästen sind, wie bei den übrigen Baureihen von London Underground aus Aluminium gefertigt. Die Fahrzeuge nutzen den größeren Tunneldurchmesser der Victoria Line im Gegensatz zu den bisherigen Fahrzeugen aus und bieten daher etwas mehr Platz im Innenraum. Der 2009 Tube Stock ist ebenfalls für Automatic Train Operation (ATO, automatisierter Fahrbetrieb) ausgestattet.

## Einsatz
Die Baureihe ist ausschließlich für den Einsatz auf der Victoria Line konzipiert, ein Einsatz auf anderen Röhrenlinien von London Underground ist auf Grund der Ausrüstung zum automatischen Betrieb und der größeren Wagen nicht möglich. 

## Galerie

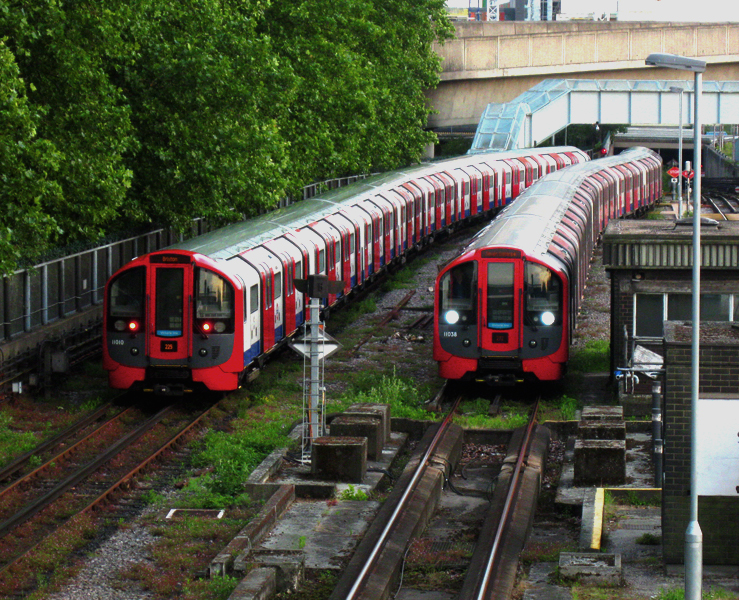
Zwei Stock 2009 im Northumberland Park Depot
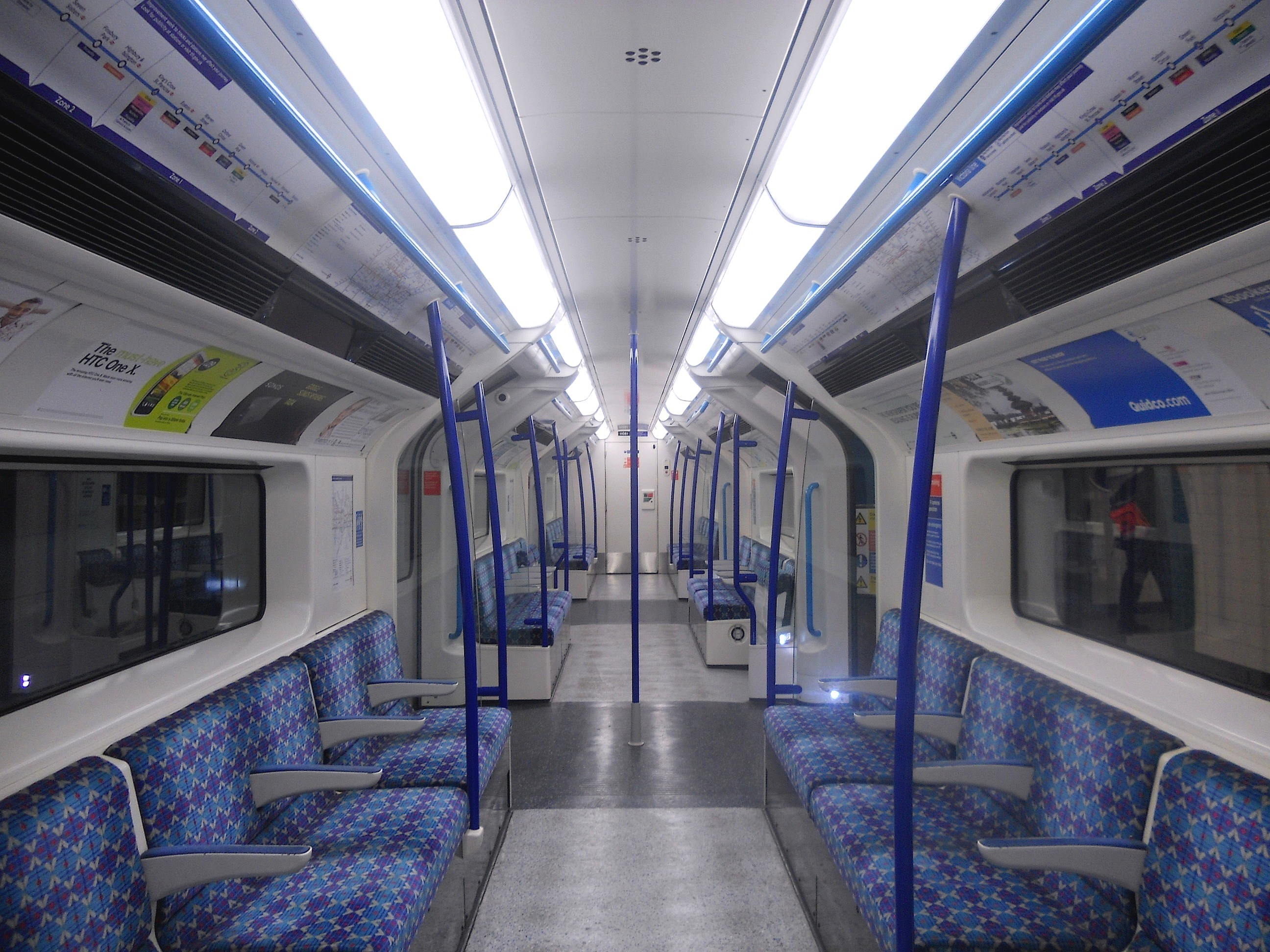
Innenansicht Stock 2009
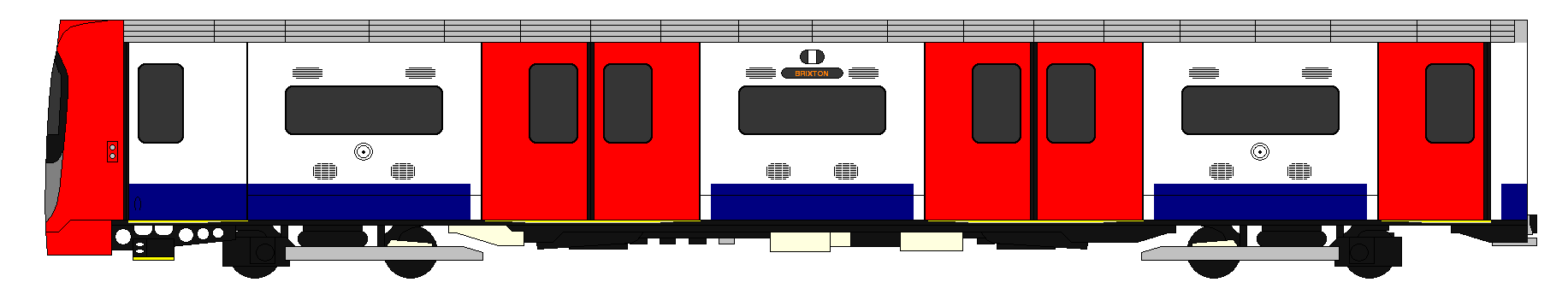
Seitenansicht des 2009 Tube Stock